# Кључ (филм)
Кључ је југословенски филм из 1965. године. Режирали су га Ванча Кљаковић, Антун Врдољак и Крсто Папић, а сценарио су писали Звонимир Берковић, Антун Врдољак и Крсто Папић.
Омнибус Кључ чине три приче и снимљене су с циљем да се тројици млађих филмских стваралаца - Ванчи Кљаковићу (прва прича Дуга улица), Крсти Папићу (друга прича Чекати) и Антуну Врдољаку, (трећа прича Послије представе) омогући играно-филмски деби.

## Радња
Дуга улица - Прича говори о младићу Борису и девојци Вери који живе у истом кварту, а упознају се кад она касно ноћу изгуби кључ од свог стана, а он је позове да преноћи код њега.
Чекати - Прича говори о студентском брачном пару Ивану и Соњи који станује код старице лошијег здравља те се надају да ће она што ускоро умрети како би решили своје стамбено питање добијањем њеног стана.
Послије представе - Прича говори како случајно оставши без кључева од стана, муж и жена бивају присиљени преноћити у хотелу. У хотелској соби доживљавају неочекивано интензивну љубавну ноћ, макар на кратко обновивши готово заборављена осећања.

## Улоге
| Глумац                | Улога                                             |
| --------------------- | ------------------------------------------------- |
| Божидар Бобан         | Борис                                             |
| Јагода Калопер        | Вера                                              |
| Слободан Димитријевић | Иван                                              |
| Љубица Јовић          | Жена (сегмент „Послије представе”)                |
| Стево Крњајић         | Ратоборан тип у кину (сегмент „Чекати”)           |
| Свен Ласта            | Муж (сегмент „Послије представе”)                 |
| Марија Лојк           | Соња                                              |
| Тана Маскарели        | Амалија Јурак, болесна старица (сегмент „Чекати”) |
| Вања Драх             | рецепционер                                       |
| Звонимир Рогоз        | рецепционер                                       |
| Реља Башић            | гост у хотелу                                     |
| Фабијан Шоваговић     | Марко                                             |
| Бранко Шпољар         | доктор                                            |
| Круно Валентић        | Милицајац (сегмент „Дуга улица”)                  |

## Награде
Пула 65' - Специјална награда Крсти Папићу за режију.